# Achillea tomentosa
Achillea tomentosa es una especie de fanerógama perteneciente a la familia de las asteráceas.

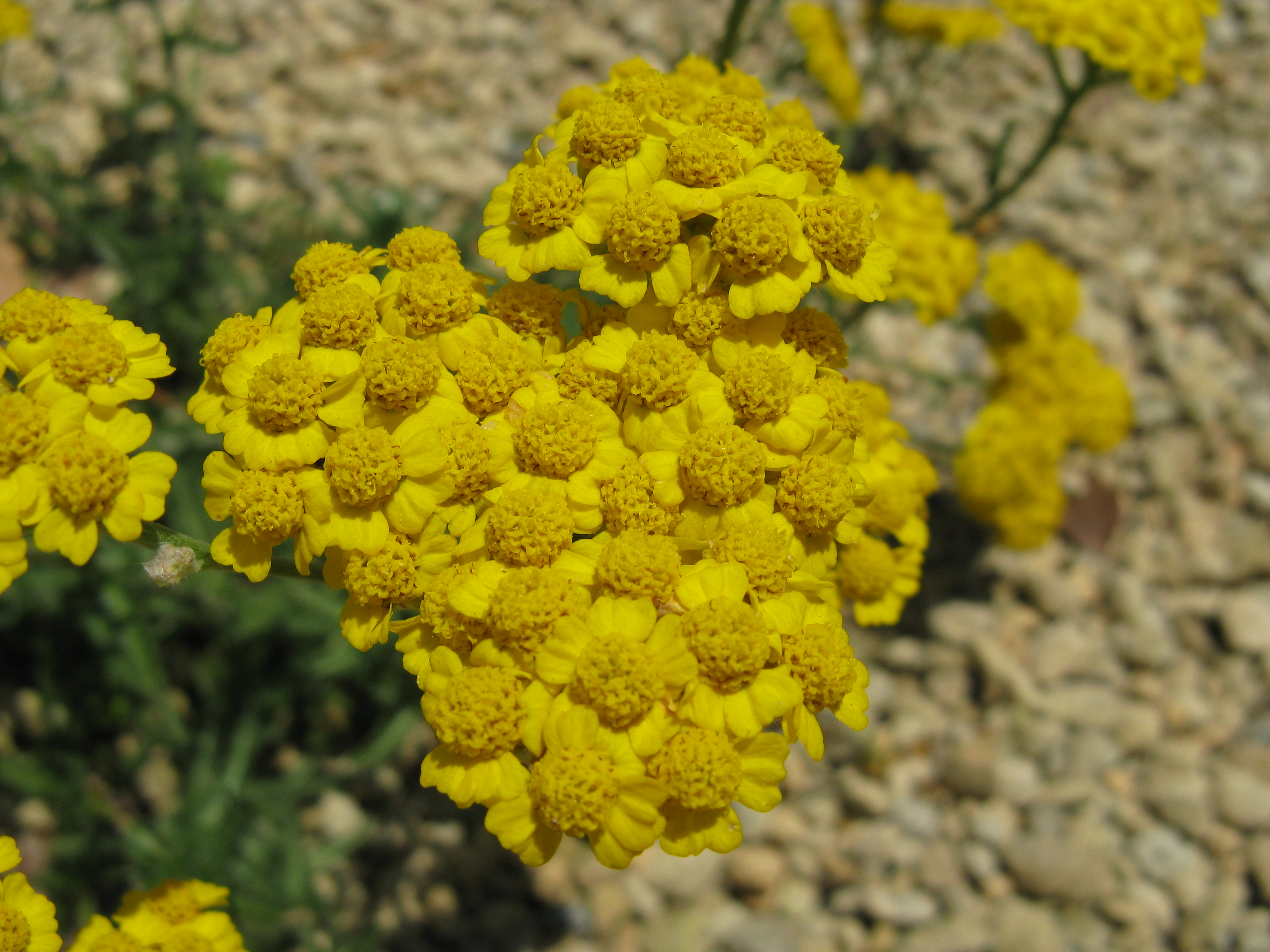
Detalle de las flores

## Descripción
Es una hierba erecta de 1-3 dm de altura. Tiene las hojas tomentosas, blanquecinas y muy divididas. Las flores son amarillas y forman pequeños capítulos que se agrupan en los extremos de los tallos en corimbos densos. Se diferencia de congéneres cercanos, en que suelen tener hojas verdes y flores blancas, en la mayor densidad de su pelosidad foliar y en el color amarillo de las flores. 

## Origen y hábitat
Es originaria del  Mediterráneo occidental en Valencia donde crece en zonas frescas y elevadas de montaña.

## Taxonomía
Achillea tomentosa fue descrita por   Carlos Linneo y publicado en Species Plantarum 2: 897. 1753.
Etimología
Achillea nombre genérico nombrado en honor de Aquiles. Se ha indicado también que el nombre, más específicamente, proviene de la guerra de Troya, donde Aquiles curó a muchos de sus soldados y al propio rey Télefo, rey de Micenas, utilizando el poder que la milenrama tiene para detener las hemorragias.
tomentosa: epíteto latino que significa "peluda".
Sinonimia
- Millefolium   tomentosum   (L.) Fourr.   [1869]
- Chamaemelum tomentosum (L.) E.H.L.Krause in Sturm [1905]
- Alitubus tomentosus (L.) Dulac[5][6]

## Nombres comunes
- Castellano: estratiote, milenrama, milenrama amarilla, milenrama borrosa, milenrama burrosa, milhojas amarilla.[5]